# Pedro de Cebrián y Agustín
Pedro de Cebrián y Agustín, V conde de Fuenclara (Luceni, Zaragoza, 30 de abril de 1687- Madrid, 6 de agosto de 1752) fue un diplomático español, nombrado virrey de la Nueva España directamente por el rey Felipe V el 31 de enero de 1742; embarcó entonces para Veracruz, a donde llegó el 5 de octubre.

## Biografía
Se puso en marcha hacia la capital y en Jalapa alguien le informó que radicaba en México un caballero italiano llamado Lorenzo Boturini, quien había girado esquelas para coronar públicamente a Nuestra Señora de Guadalupe con una corona de oro, pidiendo ayuda a los obispos. A Fuenclara le causó extrañeza todo eso y llegado a México, donde hizo su entrada solemne el día 3 de noviembre, ordenó se hiciera una investigación, abriéndole causa a Boturini con cargos que parecen por demás superficiales. Se le redujo a prisión, le recogieron valiosísimos documentos, códices y mucho que tenía escrito sobre las antiguas culturas, que todo se perdió. Fue remitido a España a principios de 1744 junto con su proceso. Se le dio autorización después para que regresara a la Nueva España, lo que ya no pudo hacer y en Madrid escribió una historia antigua de México que no vio publicada puesto que murió en 1753.
Durante su entrada a territorio en el año de 1743 realizó un embarque que debía remitir a España en la embarcación que en aquel tiempo hacia el servicio del puerto de Acapulco a Manila, queriendo realizarla por la ruta a través de Filipinas en la embarcación Nuestra Señora de Covadonga. En cuanto zarpo a la mar fue asaltada por el pirata inglés George Anson que se apoderó de todos los valores de la embarcación. 
En Puebla se produjo un motín por un asunto religioso sin importancia y el virrey ordenó se le reprimiera con tropas de la guarnición, resultando algunos heridos, lo que causó críticas para el conde de Fuenclara que, por otra parte, había realizado la reparación del acueducto de Chapultepec y la reconstrucción y ampliación de la calzada de San Antonio Abad, que estaba muy abandonada; hizo explorar la barra de Tampico y establecer poblaciones en la Sierra Gorda, en Tamaulipas.
El virrey enfermó y solicitó ser relevado de su cargo, lo que le fue concedido en noviembre de 1745, por lo que regresó a España en julio de 1746, siendo nombrado embajador en Viena. De regreso a Madrid murió el 6 de agosto de 1752. Conforme a su deseo, se le enterró en la madrileña iglesia de Montserrat.